# نانوآهنربا
نانوآهنربا  ذره‌ای بسیار کوچک از جنس مادهٔ مغناطیسی است که اندازه‌اش در حد نانومتر، یعنی یک میلیاردم متر است. این ذرات آن‌قدر کوچک‌اند که تنها از چند صد یا چند هزار اتم تشکیل شده‌اند، اما همچنان خاصیت آهنربایی دارند. نانوآهنرباها مانند آهنرباهای بزرگ‌تر می‌توانند میدان مغناطیسی ایجاد کنند، ولی رفتارشان به دلیل اندازهٔ بسیار کوچکشان کمی متفاوت است. برای نمونه، گاهی در دماهای معمولی میدان مغناطیسی‌شان ناپایدار می‌شود و دائماً جهت آن تغییر می‌کند، پدیده‌ای که به آن «ابرپارامغناطیس» گفته می‌شود.
این ذرات به دلیل اندازهٔ ریزشان کاربردهای زیادی پیدا کرده‌اند. در پزشکی می‌توان از آن‌ها برای رساندن دارو به نقطهٔ مشخصی از بدن یا برای بهبود تصویربرداری ام‌آر‌آی استفاده کرد. در فناوری هم برای ساخت حافظه‌های بسیار کوچک و سریع در رایانه‌ها یا ابزارهای ذخیره‌سازی داده به کار می‌روند. به بیان ساده، نانوآهنرباها همان آهنرباهای معمولی هستند، فقط در ابعادی بسیار کوچک‌تر که باعث می‌شود ویژگی‌های تازه‌ای از خود نشان دهند.
به تعریفی دیگر، نانوآهنربا یک سامانه زیر میکرومتری است که خاصیت آهنربایی خود به خودی یا مغناطش را در میدان مغناطیسی صفر نشان می‌دهد.
اندازه کوچک نانوآهنربا مانع شکل‌گیری دامنه مغناطیسی می‌شود. خاصیت نانوآهنربا قدرت آن در ابعاد کوچک و در دماهای پایین است و معمولاً خواص کوانتومی از خود نشان می‌دهد. در دماهای بالاتر، مغناطش تحت نوسانات حرارتی تصادفی قرار می‌گیرد که این موضوع محدودیتی برای نانوآهنرباها به عنوان حافظه‌های دائمی اطلاعات محسوب می‌شود.
مثال‌های متعارف برای نانوآهنرباها خرده‌فلزات فرومغناطیس و آهنرباهای تک‌مولکولی هستند. اکثریت قریب به اتفاق نانوآهنرباها ویژگی‌های اتمهای مغناطیسی فلزات واسطه مانند تیتانیوم و وانادیوم، کروم، منگنز، آهن، کبالت یا نیکل یا عنصرهای خاکی کمیاب مانند گادولینیم، یوروپیم، اربیم را نشان می‌دهند.
محدوده نهایی در کوچک‌سازی نانوآهنرباها در سال ۲۰۱۶ توسط دانشمندان سوئیسی بدست آمد. پیش از آن، کوچکترین نانوآهنربای ساخته شده بر حسب تعداد اتم‌های مغناطیسی، مولکول‌های فتالوسیانین دو لایه بود که فقط یک اتم از عنصرهای خاکی کمیاب داشتند.
پدیده میدان مغناطیسی صفر به سه شرایط نیاز دارد:
1. حالت زمین با چرخش محدود
2. یک مانع انرژی انحصاری مغناطیسی
3. زمان آرام شدن اسپین بلند.